# Década de 1160
Séculos: Século XI - Século XII - Século XIII
Décadas: 1130 1140 1150 - 1160 - 1170 1180 1190
Anos: 1160 - 1161 - 1162 - 1163 - 1164 - 1165 - 1166 - 1167 - 1168 - 1169